# 曼克頓山

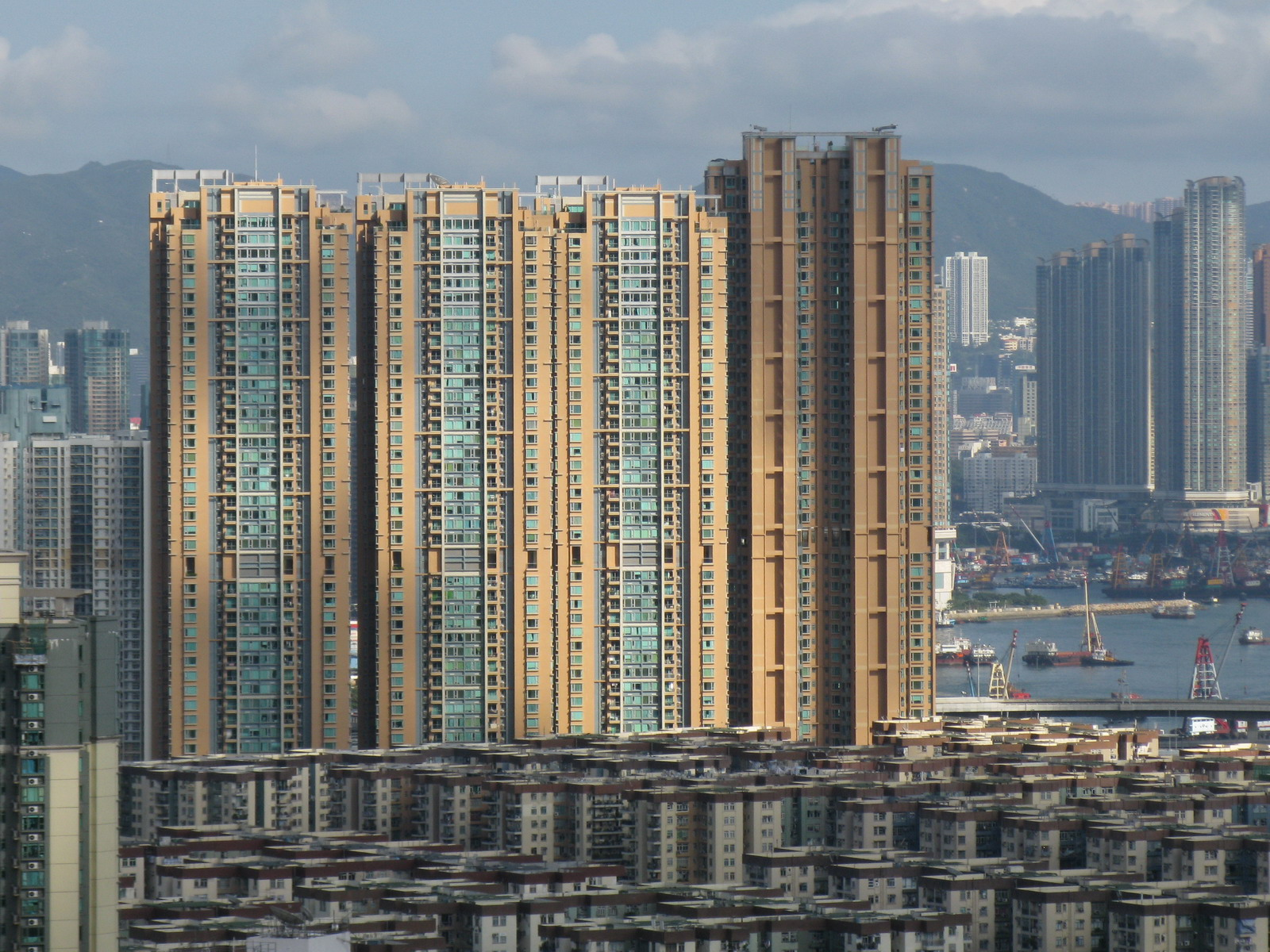
曼克頓山西面外牆

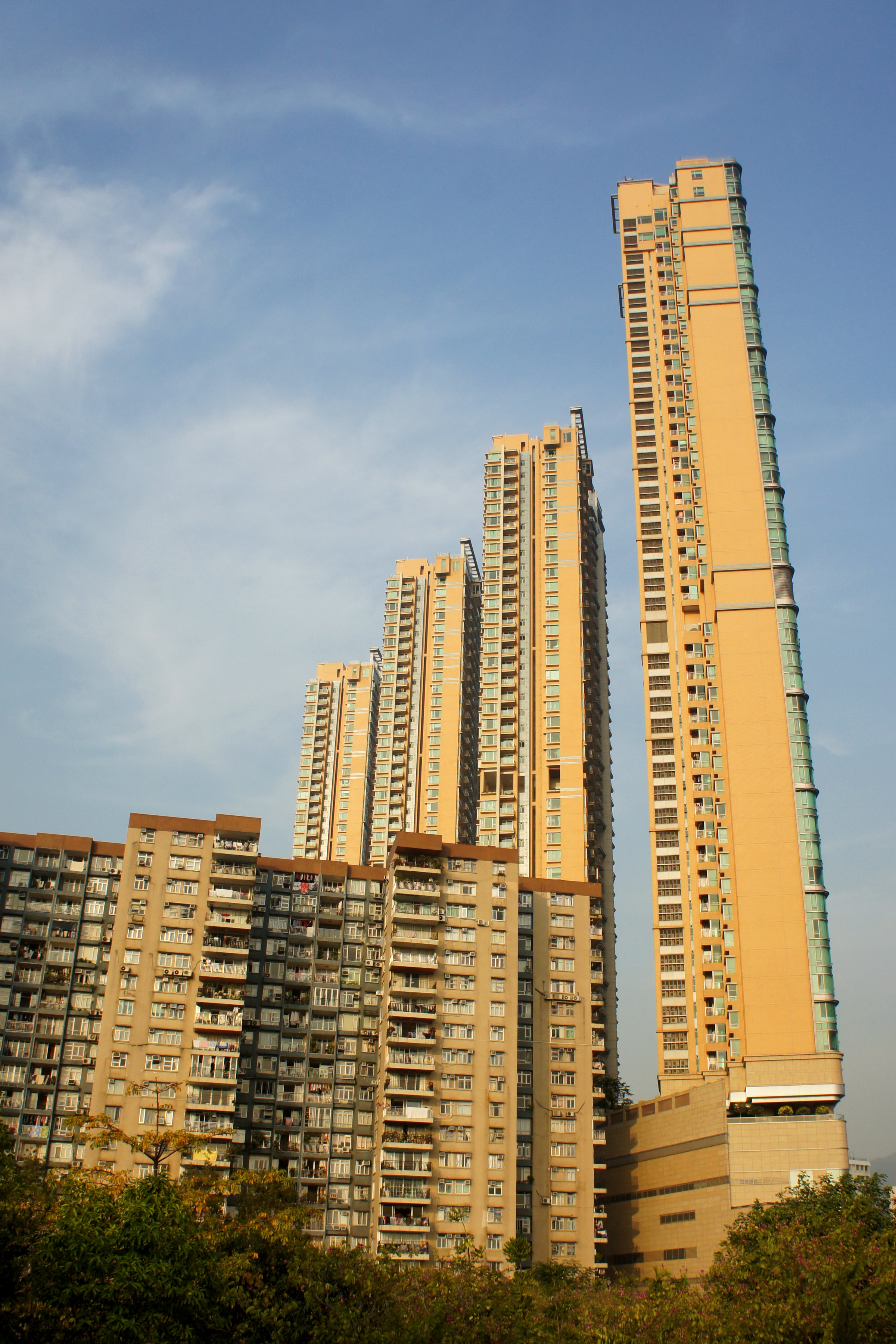
從荔枝角公園眺望曼克頓山的南面，左方為美孚新邨8期。

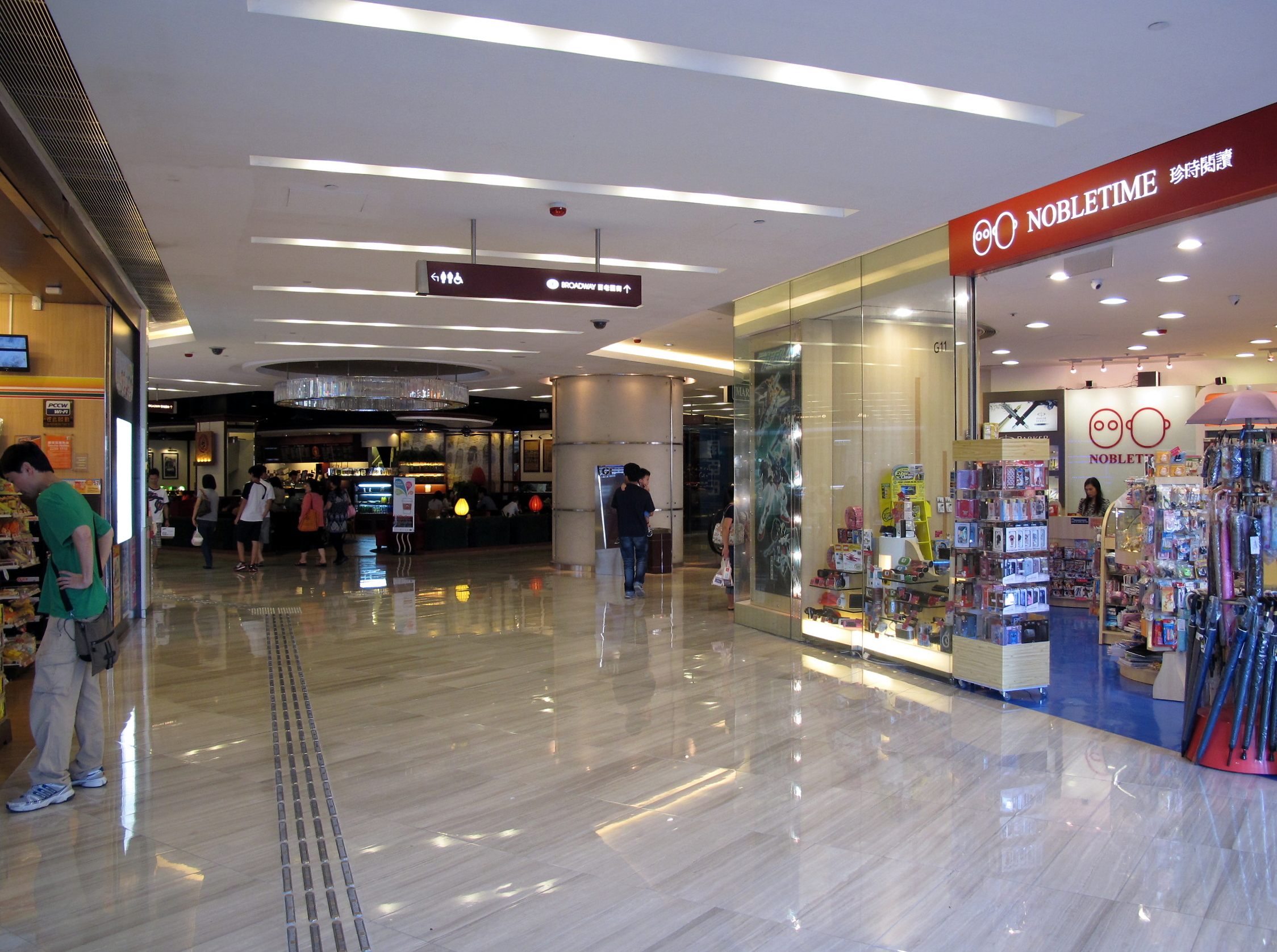
曼克頓山商場，命名為"曼坊"

曼克頓山（英語：Manhattan Hill）是香港九龍荔枝角東面的私人住宅，於2007年8月入伙。物業合共5座，樓高40-42層，總共提供1,115伙單位。
曼克頓山前身為1965年至2002年九龍巴士荔枝角車廠舊址，1908年至1912年該地段是Oriental Brewery的釀酒廠。位於美孚新邨四期及八期以東，荔枝角收押所以南。載通國際旗下的（「荔枝角地產」）為該屋苑的發展商，亦是新鴻基地產物業，由旗下的帝譽服務負責屋苑管理。

## 物業設施

### 住客會所
曼克頓山設兩個會所，採用雙子式設計，命名為"JAG 1609"，會所由國際知名酒店設計師 Chandu Chhada 擔任會所的設計工作。採用雙子式設計，佔地約5萬平方呎，斥資逾2億5千萬港元興建。設施包括1個室外游池、1個室內泳池、2間宴會廳、餐廳、兒童遊樂室、酒廊、桌球室、池畔燒烤場及健身室等。
另一個較小會所設於第1及2座基座，設施只供第1及2座的住戶專享。設施包括1個室外游池、健身室、宴會廳、畫廊及空中花園。
| 大廈座數 | 最低層數 | 最高層數 | 樓層 |
| -------- | -------- | -------- | ---- |
| 1-2座    | 7/F      | 65/F     | 42層 |
| 3,5,6座  | 7/F      | 62/F     | 40層 |

### 商場
曼克頓山設5萬呎商場，命名為「曼坊」（Manhattan Mid Town），商場地下設Pacific Coffee、斗室、連鎖理髮店、7-11便利店及元氣壽司及家傳戶曉等多間食肆。1樓為759阿信屋及美容店。

## 軼聞

### 門牌號碼
曼克頓山的門牌為寶輪街1號，原本是九龍巴士公司總辦事處及前荔枝角車厰的門牌。由2006年8月1日起，九龍巴士公司總辦事處的門牌改為寶輪街9號。

### 臭氣問題
曼克頓山數座大樓一字排開，設計佈局原意在於飽覽維港景觀，奈何物業不遠處為昂船洲污水處理廠，情況到了2015年淨化海港計劃第2期甲完成才改善。

### 轉讓地皮圖利
物業地皮的前身為九龍巴士荔枝角車廠舊址，九巴早年將車廠地皮轉讓予母公司或旗下之其他附屬公司，然後重新發展，成為高檔次豪宅項目，收益40億港元，但利潤全屬載通國際所有，未有將收益撥入九巴，形成九巴「缺錢」，「有加價壓力」的假象。

## 事件
2023年5月15日上午11時許，一名38歲菲籍女傭在6座抹窗時意外墮樓，救援人員到場發現她昏迷，隨即送往明愛醫院，經搶救證實不治。

## 鄰近地方
物業毗鄰美孚購物中心、美孚廣場、港鐵美孚站及美孚巴士總站。南面為荔枝角公園及位於荔枝角公園第三期內的嶺南之風主題公園。

## 外部連結
- 曼克頓山官方網站
- 寶輪街1號的曼克頓山地圖 （页面存档备份，存于）

22°20′06″N 114°08′33″E / 22.33499°N 114.14260°E